# Майпо (вулкан)
Ма́йпо (ісп. Maipo), або Майпу́ (ісп. Maipú, від мапуче maipún — «обробляти землю») — стратовулкан в Андах, на кордоні між Аргентиною і Чилі. Розташований за 90 км на південь від вулкана Тупунґато і за 100 км на південний схід від міста Сантьяго.
Майпо — симетричний конічний вулкан, на відміну на безформних піків навколо, через це він відоміший, ніж сусідні вершини, деякі з яких вищі (наприклад, Кастійо, 5 485 м). Майпо майже найпівденнійший п'ятитисячник в Андах (титул достався, проте, Соснеадо, на 50 км на південь).
Майпо розташований в межах Діамантової кальдери розміром 15x20 км і віком близько 500 тис. років, піднімаючись на 1 900 м над дном кальдери. На схід від вулкана розташоване озеро Лагуна-дель-Діаманте, мальовниче озеро, що утворилося коли потоки лави перекрили вихід з кальдери в 1826 році.
Клімат вулкану перехідний між сухим середземноморським кліматом на півночі й вологим кліматом Патагонії на півдні. В результаті хоча вулкан містить менше заледеніння, ніж Патагонські вершини, снігу на вологій Чилійській стороні більше, ніж на північніших вершинах. 
На західному схилі вулкану народжується річка Майпо, а на східному з озера Лагуна-дель-Діаманте бере початок річка Діаманте.